# 브리 올슨
브리 올슨(Bree Olson, 1986년 10월 7일 ~ )는 미국의 배우, 모델, 전직 포르노 배우이다. 2006년부터 2011년까지 280편 이상의 포르노 작품에 출연했다.